# 우주변소

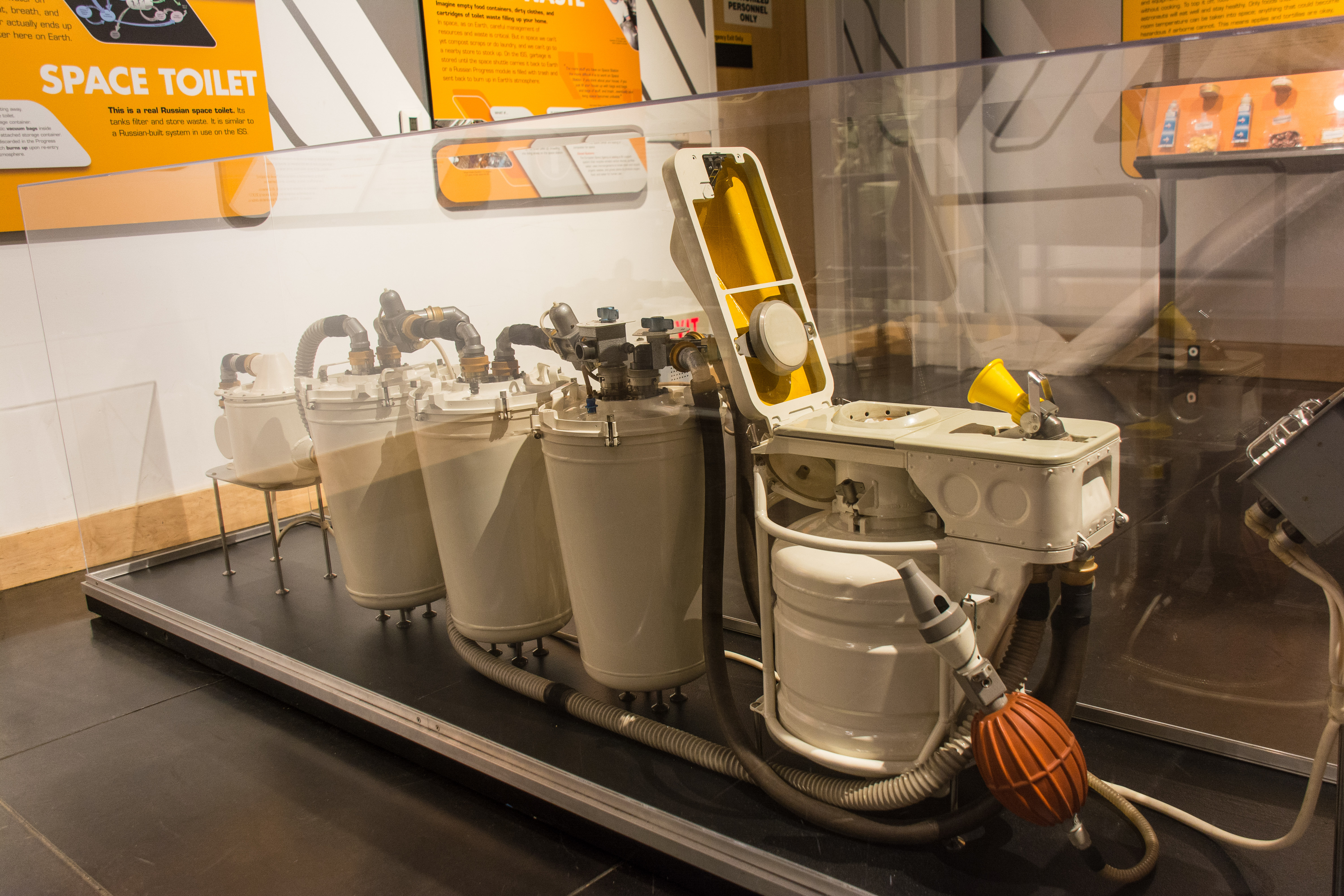

우주변소(宇宙便所, space toilet, zero gravity toilet)는 무중력 환경에 사용할 수 있는 변기이다.
입으로 들어간 것은 언제나 배설되게 마련인데 이 배설물을 우주선 내의 공간에서 어떻게 처리하는가도 중요한 문제이다. 이를 위한 대책이 강구되었다.
첫째 대책은 밑으로 배설하지 않으면 된다. 미국에서는 처음에 우주식을 만들 때 대변을 형성하는 찌꺼기가 될 섬유 등을 제거하고 만들었다. 그 결과 우주 비행사들은 3일에 한번 정도의 대변을 볼 수 있도록 되었다. 우주식을 좀더 개량하면 3일에서 6일 만의 대변을, 그리고 다시 개량하면 그 이상의 기간 동안 대변을 견딜 수 있지 않을까 하는 기대를 가지고 실험을 하였다. 그러나 이와 같은 테스트를 받은 사람은 대변 노이로제에 걸리고 말았다. 우주 비행사에게 대·소변을 참으라고 명령하는 대신에 우주선 내에 변기를 만들 필요가 생겼던 것이다.
아폴로 우주선에는 간단한 방뇨 장치가 설치되어 있다. 선실의 우측 벽에 길이 2.5m 정도의 호스가 그것이다. 그것을 잡아당기면 그 끝에 채뇨기(採尿器)가 있다. 이것은 입구의 지름이 4.5cm, 길이 18cm의 원형이며, 호스는 흡입장치가 되어 있어 버튼을 누르면 펌프가 작동해서 소변이 선외의 우주 공간으로 방출된다. 우주 공간에 방출되자마자 얼어 그것이 태양빛을 받으면 반짝반짝 빛난다. 대변은 폴리에틸렌 자루로 포장해서 처리한다. 자루 주둥이에는 접착제가 붙어 있으므로 이것을 엉덩이에 벌려서 부착시킨 다음 용변을 보게 되어 있다. 무중력 상태이지만 인체의 분사력(噴射力)에 의해서 그것이 자루밑에 모이게 된다.
살균제를 용무가 끝난 자루 속에 넣어서 특별히 마련된 종이에 포장하고 다시 푸른 자루에 포장한다. 살균제를 넣는 이유는 이것이 부패해서 가스가 발생하게 되면 자루가 그 압력에 의해서 구멍이 나는 것을 예방함에 있다. 우주인들은 이 자루를 블루 백(푸른 자루)이라 부른다. 아폴로 우주선에는 이 자루가 약 30개 정도 있는데 세 사람 중 대단한 이상이 생기지 않는 한 충분하다고 한다.
미국 항공 우주국(NASA)은 블루 백 대신에 기세(器洗)변소를 개발하고 있다. 수세식 변소의 원리로 단지 물 대신 기체(氣體)를 사용하는 것으로서 지름이 10cm, 높이가 30cm인 원통형 변기이며 원통 입구에서 하향으로 산소 가스가 분출하고 변기의 밑면에는 진공 펌프가 있어서 변을 흡수하게 되었다.

## 기본 부품

우주왕복선 WCS의 부품 다이어그램

우주변기에는 4가지 기본 부품이 있다: 폐수진공관(liquid waste vacuum tube), 진공실(vacuum chamber), 폐기물저장서랍(waste storage drawer), 고형폐기물수집백(solid waste collection bag).